# Zagorci (obwód Burgas)
Zagorci (bułg. Загорци) – wieś w Bułgarii, w obwodzie Burgas, w gminie Sredec. W 2023 roku liczyła 301 mieszkańców.